# Савольдо, Джованни Джироламо
Джованни Джироламо Савольдо (итал. Giovanni Girolamo Savoldo; ок. 1480, Брешиа, Ломбардия — 1548, Венеция) — живописец позднего итальянского Возрождения венецианской Террафермы брешианской школы. Его необычный для итальянской живописи суровый и монументальный стиль, близкий искусству Северного Возрождения наряду с Романино и Моретто да Брешиа формировался в Брешии, отчего художник получил прозвание «Джироламо Брешианский».
Его «ночные сцены» со скрытым источником света, возможно, были одним из источников вдохновения для формирования искусства Караваджо.

## Биография
Точной даты рождения художника не найдено. Творчество Савольдо длилось два десятилетия, с 1520 по 1540 год. Ни одна из его ранних работ не известна, хотя в 1506 году он упоминается в документах Пармы, а в 1508 году — во Флоренции, где он поступил в Художественную школу Медичи и ремесленный цех аптекарей (Arte dei Medici e degli Speziali), в котором в то время состояли живописцы. В те годы ему пришлось соприкоснуться с новшествами в произведениях Леонардо да Винчи и Микеланджело.
К 1520 году Савольдо поселился в Венеции и в том же году написал картину со святыми отшельниками Антонием и Павлом (в Галерее Академии, Венеция), а в следующем году завершил картину «Мадонна со святыми» для церкви Сан-Никколо в Тревизо. В Венеции он испытал влияние творчества Лоренцо Лотто и Джорджоне, особенно в отношении колорита и использования светотени.
По свидетельству его ученика, живописца и писателя Паоло Пино, Савольдо пригласили на работу в Милан, где он написал четыре картины. Одна из них — «Святой Евангелист Матфей» отличается необычным освещением фигуры Матфея, эффект, который позднее, в XVII веке подхватят Караваджо и его последователи караваджисты.
Вероятно, последние годы художника прошли в Венеции, но он продолжал работать в территориально близких провинциальных городах Террафермы и Ломбардии. 15 июня 1524 года Савольдо подписал контракт на алтарную картину для церкви Сан-Доменико в Пезаро (ныне в Пинакотеке Брера, Милан). В 1534 году он писал картины для миланского герцога Франческо II Мария Сфорца.
В 1527 году он завершил картину «Святой Иероним» для семьи Аверольди из Брешии. К 1530-м годам относится картина «Рождество» в Национальной галерее искусств в Вашингтоне, на которую, по-видимому, повлияла картина на ту же тему и с похожими эффектами светотени его современника Корреджо. В 1533 году Савольдо написал картину «Мадонна с четырьмя святыми» для церкви Санта-Мария-ин-Органо в Вероне, а в 1537—1538 годах выполнил картину для главного алтаря церкви Санта-Кроче в Брешии (разрушенной во время Второй мировой войны). К 1540 году относятся два произведения: «Рождество» для церкви Сан-Джоббе в Венеции и церкви Сан-Барнаба в Брешии.
К последнему периоду творчества относятся необычная по колориту «Мария Магдалина» и композиции на тему «Поклонение пастухов». Точная дата смерти художника неизвестна: в 1548 году он упоминался как живущий в Венеции, хотя и «очень старый» (vecchione).
Венецианцы XVI века не отличались ни благодарностью, ни памятью о местных мастерах. Эпидемии чумы, гибель в море или на войне и политические неурядицы не способствовали ни мемуарной литературе, ни благодарной памяти. Среди забытых художников оказались Марко Базаити, Джорджоне, Лоренцо Лотто. Судьбу забытых мастеров разделил и Савольдо. Он был почти полностью забыт на три столетия. Повторное открытие его творчества началось в середине XIX века; историк искусства Крейтон Гилберт утверждал, что Савольдо был «одним из последних художников, возведенных в ранги главных мастеров Высокого Возрождения».
Известно около сорока картин Савольдо, шесть из которых являются портретами; известно лишь несколько его рисунков. Датировка многих картин остаётся спорной среди специалистов.
Среди учеников Савольдо в Венеции был Паоло Пино.

## Особенности творчества
В первые годы венецианского периода творчества Савольдо не терял интереса к произведениям северных, в том числе фламандских художников. Сторонником нидерландской живописи был также Антонелло да Мессина, который некоторое время работал в Венеции и чьё влияние на местных художников было весьма значительным. О знакомстве Савольдо с картинами фламандцев свидетельствуют две ранние композиции на тему «Искушение Святого Антония», где художник весьма искусно сочетал художественные находки венецианских и фламандских мастеров.
Однако в его творчестве преобладали влияния венецианской школы, прежде всего — картин Джорджоне и Лоренцо Лотто. Популярный в то время Джорджоне привил венецианским художникам поэтическую недосказанность, тягу к своеобразному, местному идеалу красоты и к поискам собственных колористических решений. Некоторое время быть популярным художником в Венеции означало писать картины в стиле Джорджоне, что и делали на раннем этапе Себастьяно дель Пьомбо, Тициан, Пальма Веккьо Старший.
Венецианцы отличались увлечением дорогими тканями и коврами арабского востока. Особым спросом пользовались ткани красного цвета, а венецианский пурпур стал характерной приметой местных живописцев. Очарование тканями, особенно необычных цветов и с эффектами бликов, было присуще и Савольдо. Часто главные персонажи его картин выделены роскошными одеждами — белая накидка Марии Магдалины (Лондонская Национальная галерея), «Святой Матфей» (Метрополитен-музей, Нью-Йорк), ангел в картинной галерее Боргезе, даже аскет Святой Антоний в варианте композиции из московского музея изобразительных искусств.
Савольдо сравнительно мало писал для венецианских заказчиков, но при этом оставался частью местной живописной школы. Тем не менее, его живопись была тесно связана и с «брешианским» натуралистическим течением и находилась под ломбардским влиянием.
Б. Р. Виппер называл Савольдо «самым старшим и наиболее сильным мастером» круга брешианских маньеристов. «Его искусство оставалось верным гуманистическим идеалам Возрождения и в то же время заключало в себе богатейшие зародыши новых реалистических исканий, получивших плодотворное развитие в более позднее время и в других исторических условиях». Некоторые из его современников, — писал Виппер, —хорошо понимали значение мастера «как пролагателя новых путей». Однако в искусстве Савольдо «не было ничего революционного, никакой ломки, никакого разрыва с традициями. Спокойное, даже несколько медлительное и тяжеловесное в своей созерцательности, его искусство с необычайной прозорливостью предвосхищало целый ряд передовых художественных идей, которые значительно позднее стали пробивать себе широкую дорогу».

## Галерея

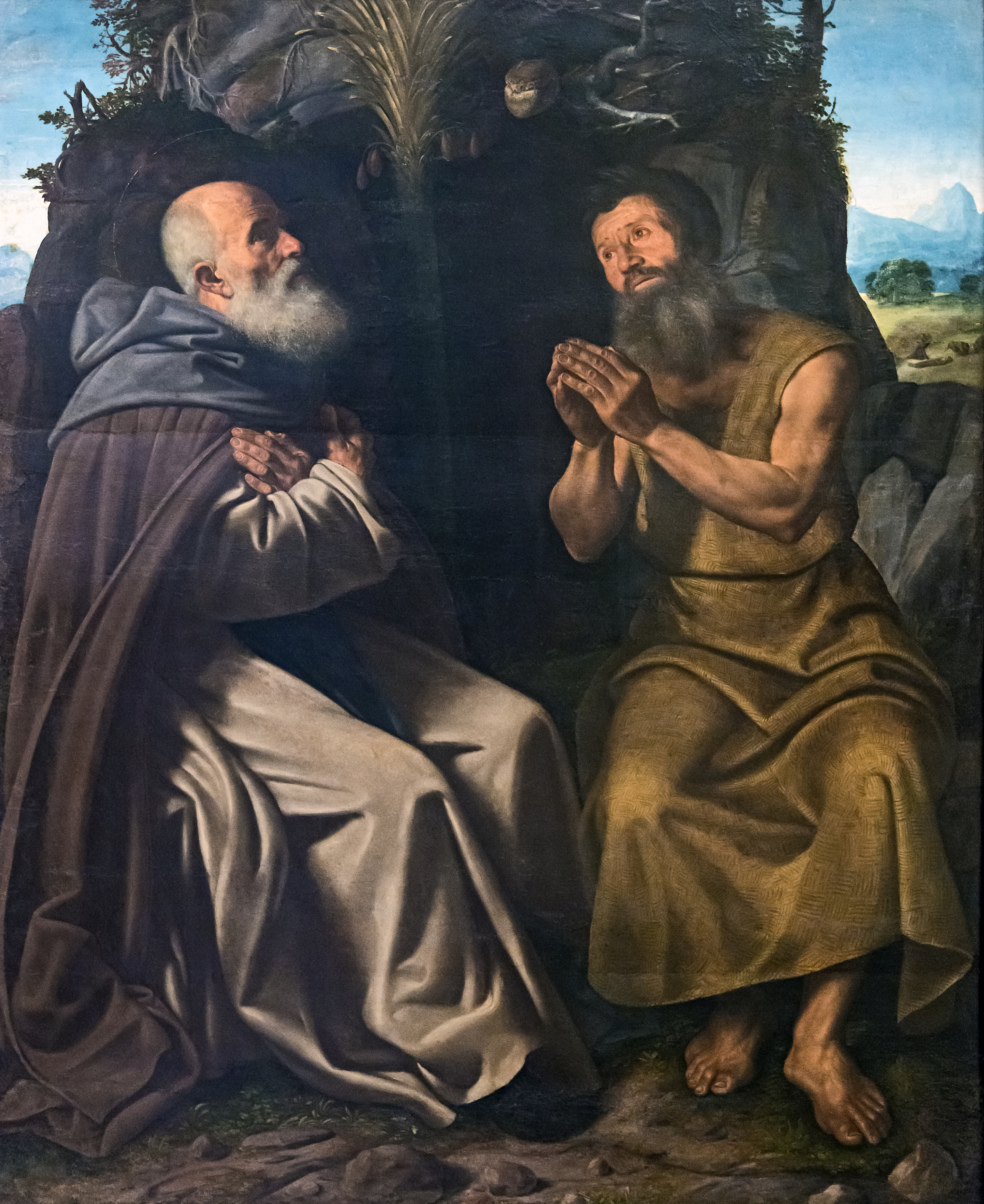
Святые Антоний Великий и Павел Фивейский. Ок. 1515. Холст, масло. Галерея Академии, Венеция
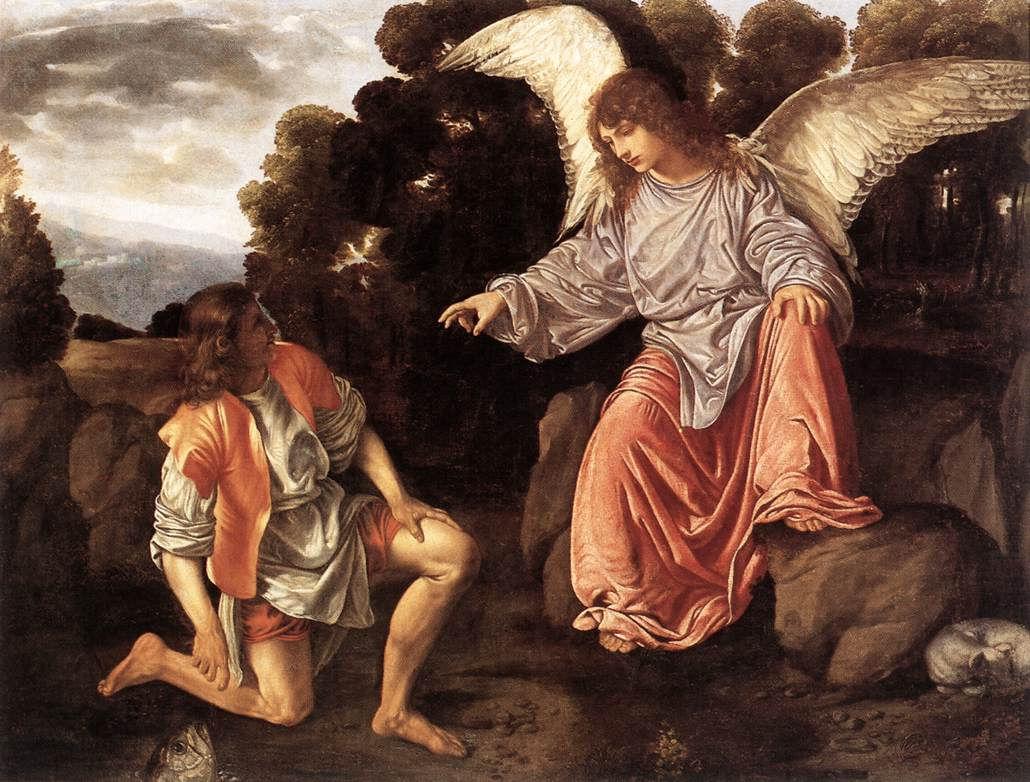
Товия и ангел. 1542. Холст, масло. Галерея Боргезе, Рим
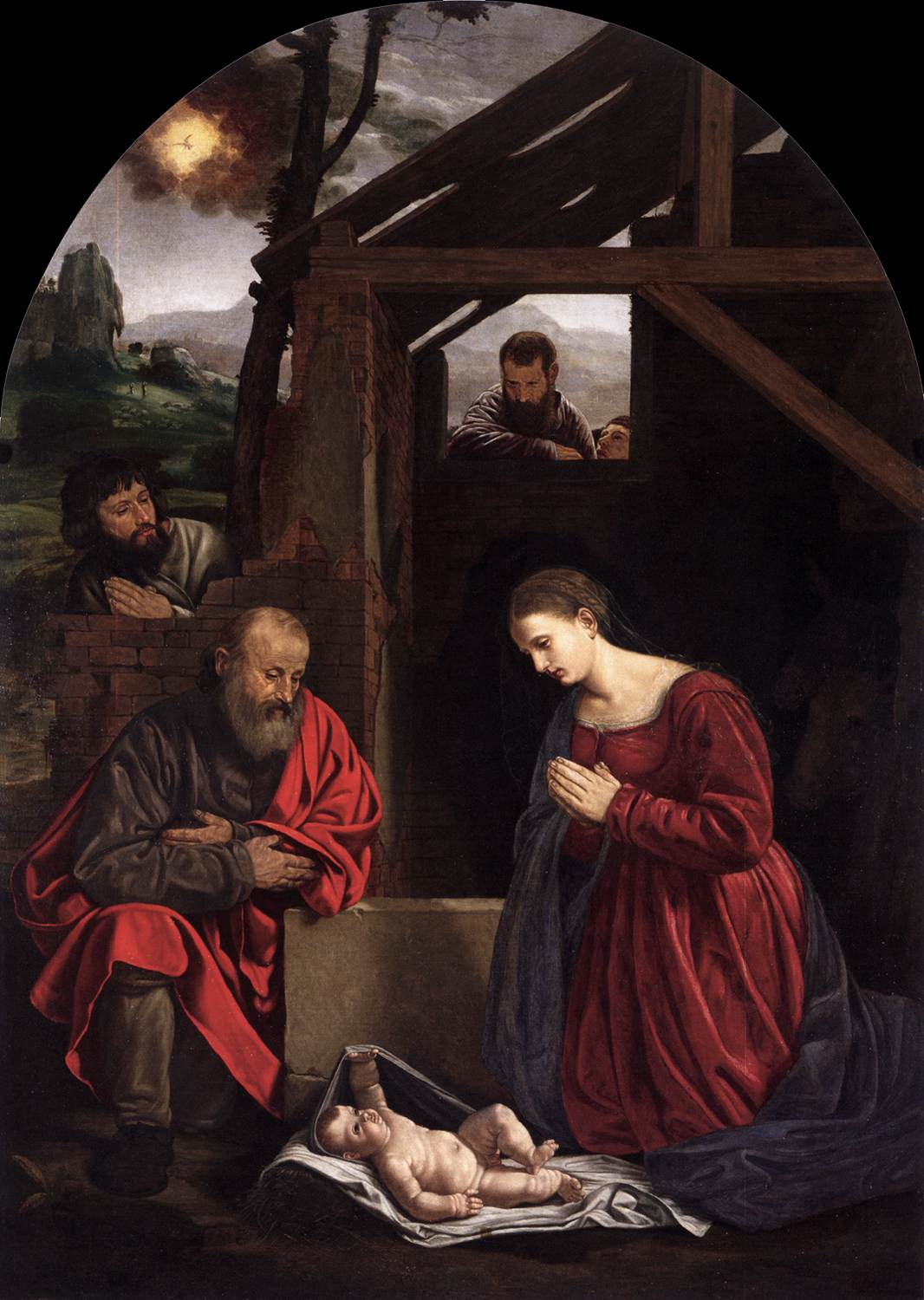
Поклонение пастухов. Ок. 1540. Холст, масло. Церковь Сан-Джоббе, Венеция
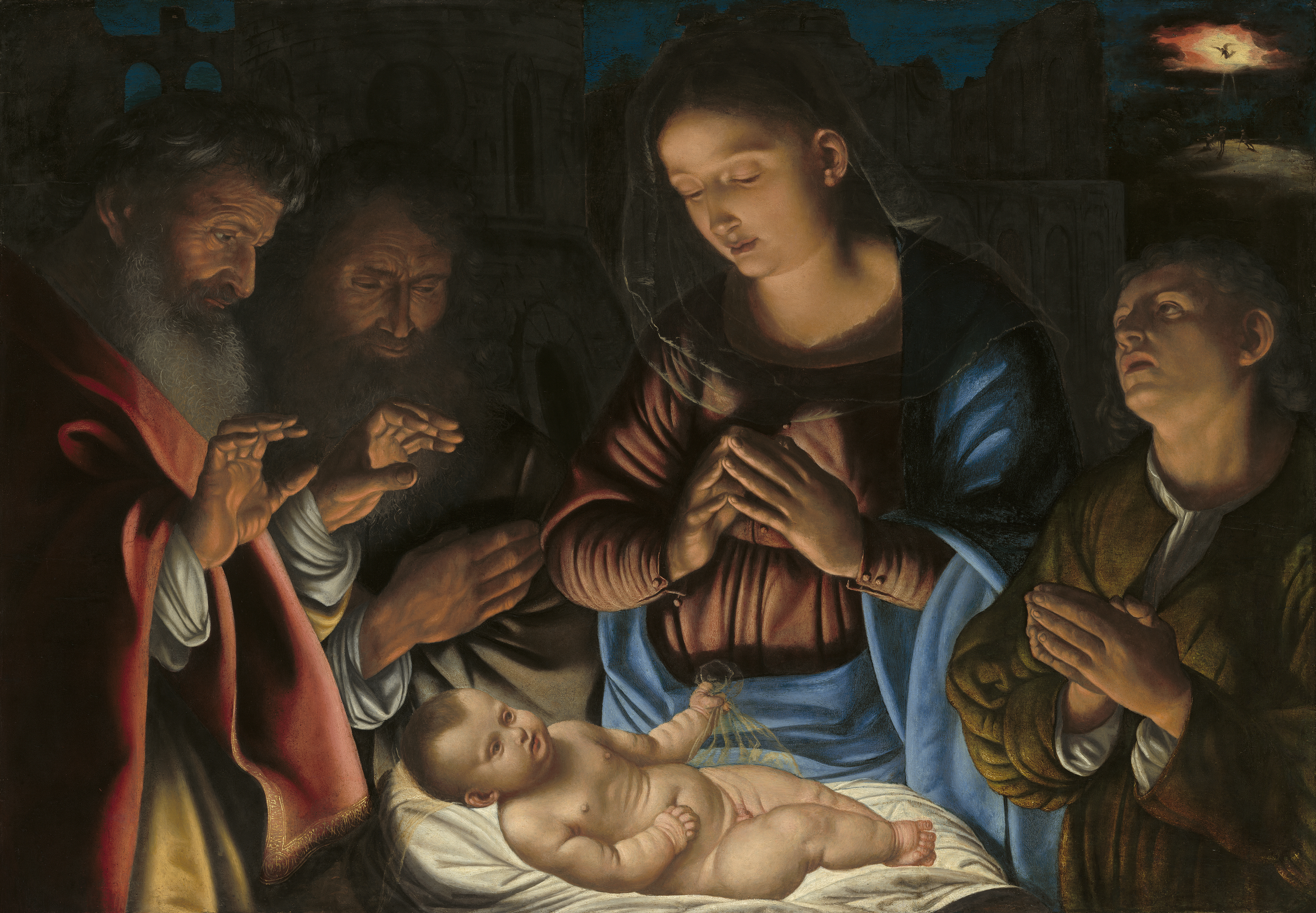
Поклонение пастухов. 1530-е. Дерево, масло. Национальная галерея искусства, Вашингтон
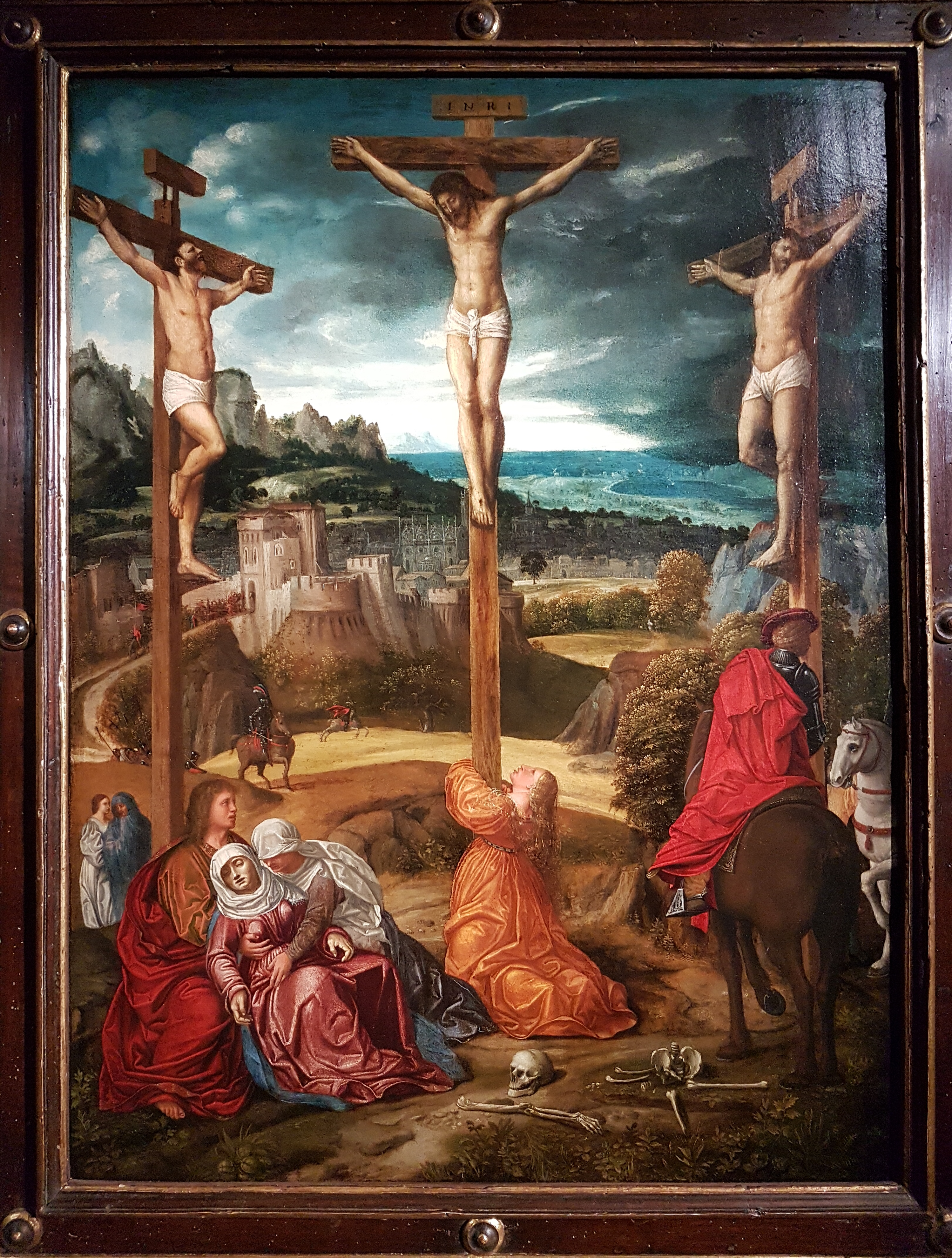
Распятие. Дерево, масло. Музей Жакмар-Андре, Париж
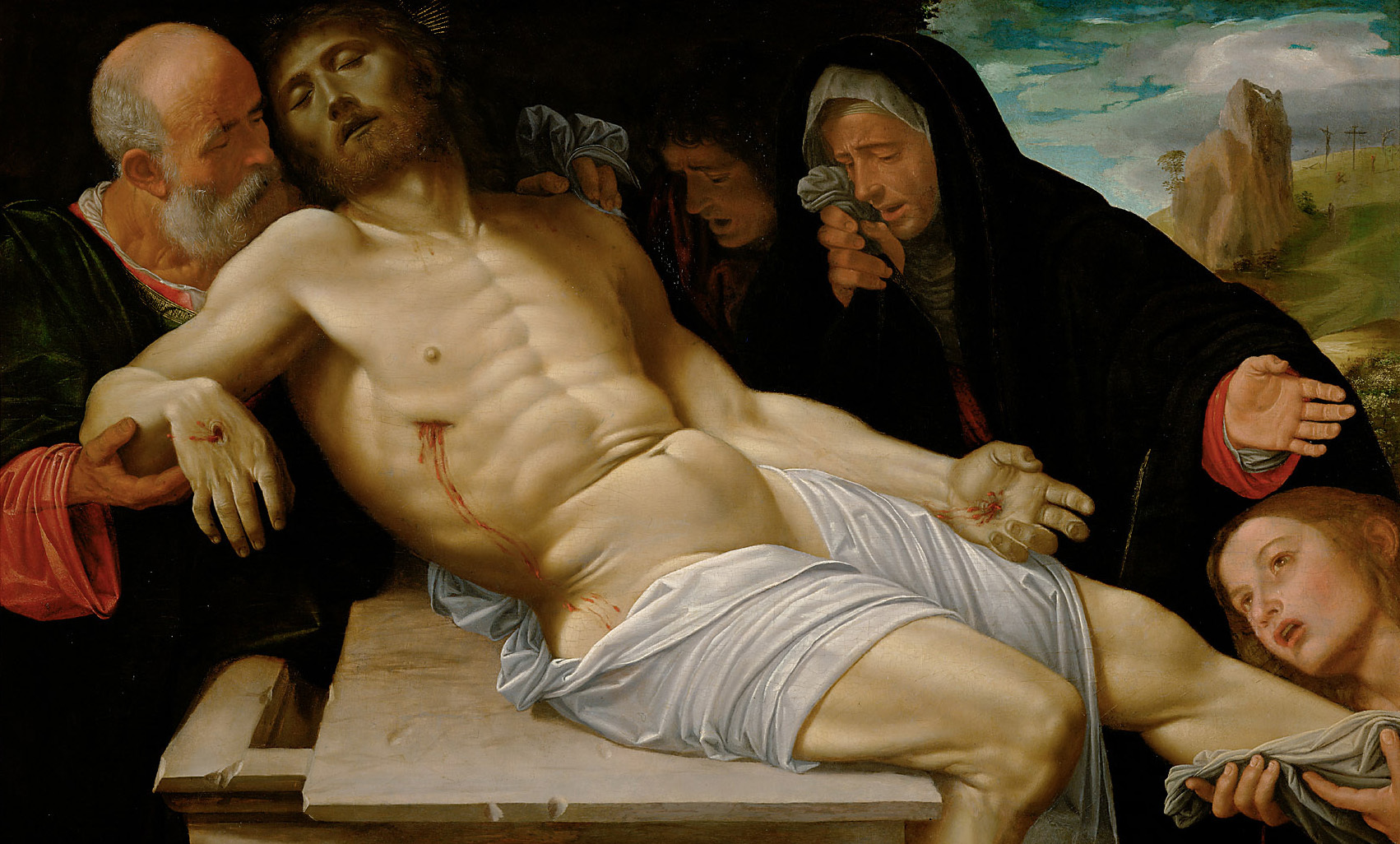
Пьета. Между 1513 и 1520. Дерево, масло. Музей истории искусств, Вена
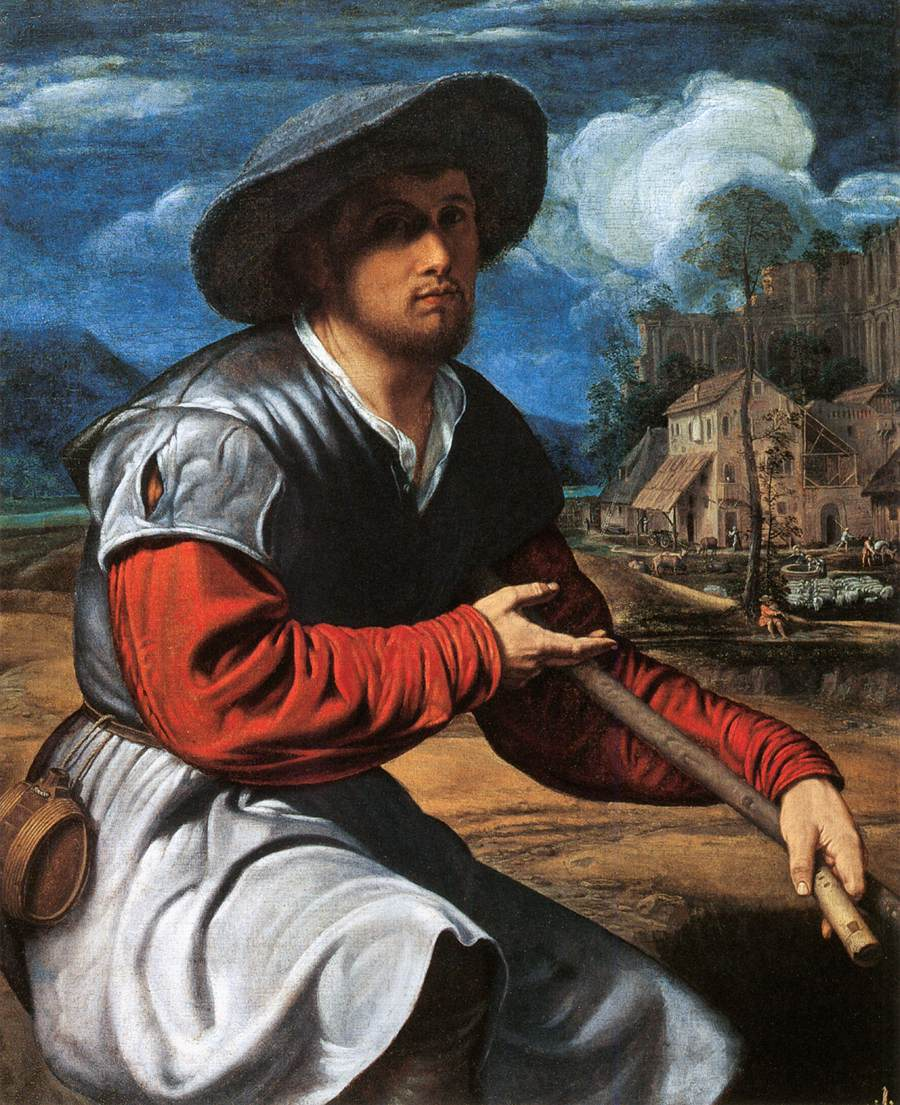
Пастух с флейтой. Ок. 1540. Холст, масло. Центр Гетти, Лос-Анджелес, США
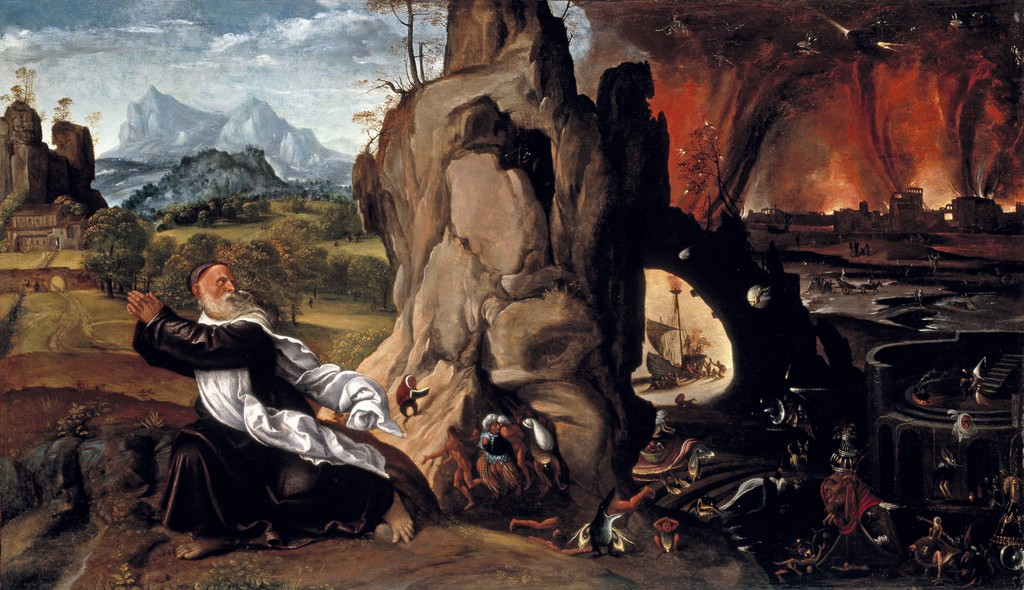
Искушение Святого Антония. Между 1515 и 1520. Дерево, масло. Музей искусств Тимкена, Сан-Диего, США
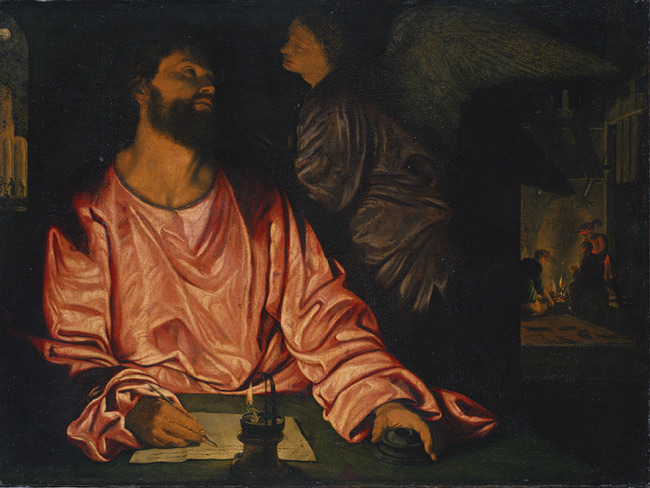
Святой евангелист Матфей. 1534. Холст, масло. Метрополитен-музей, Нью-Йорк
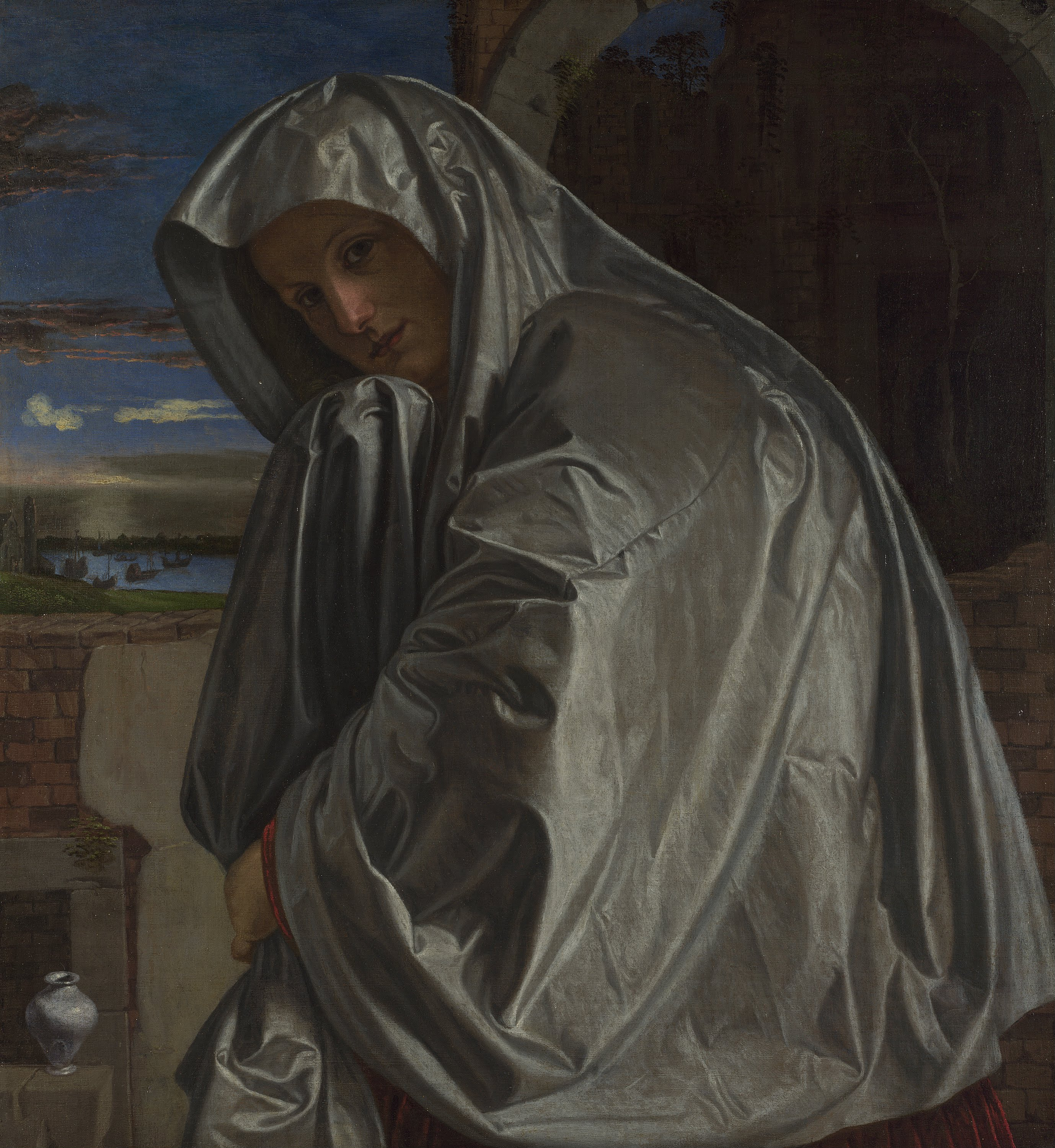
Святая Мария Магдалина у гробницы. 1530-е. Холст, масло. Центр Гетти, Лос-Анджелес
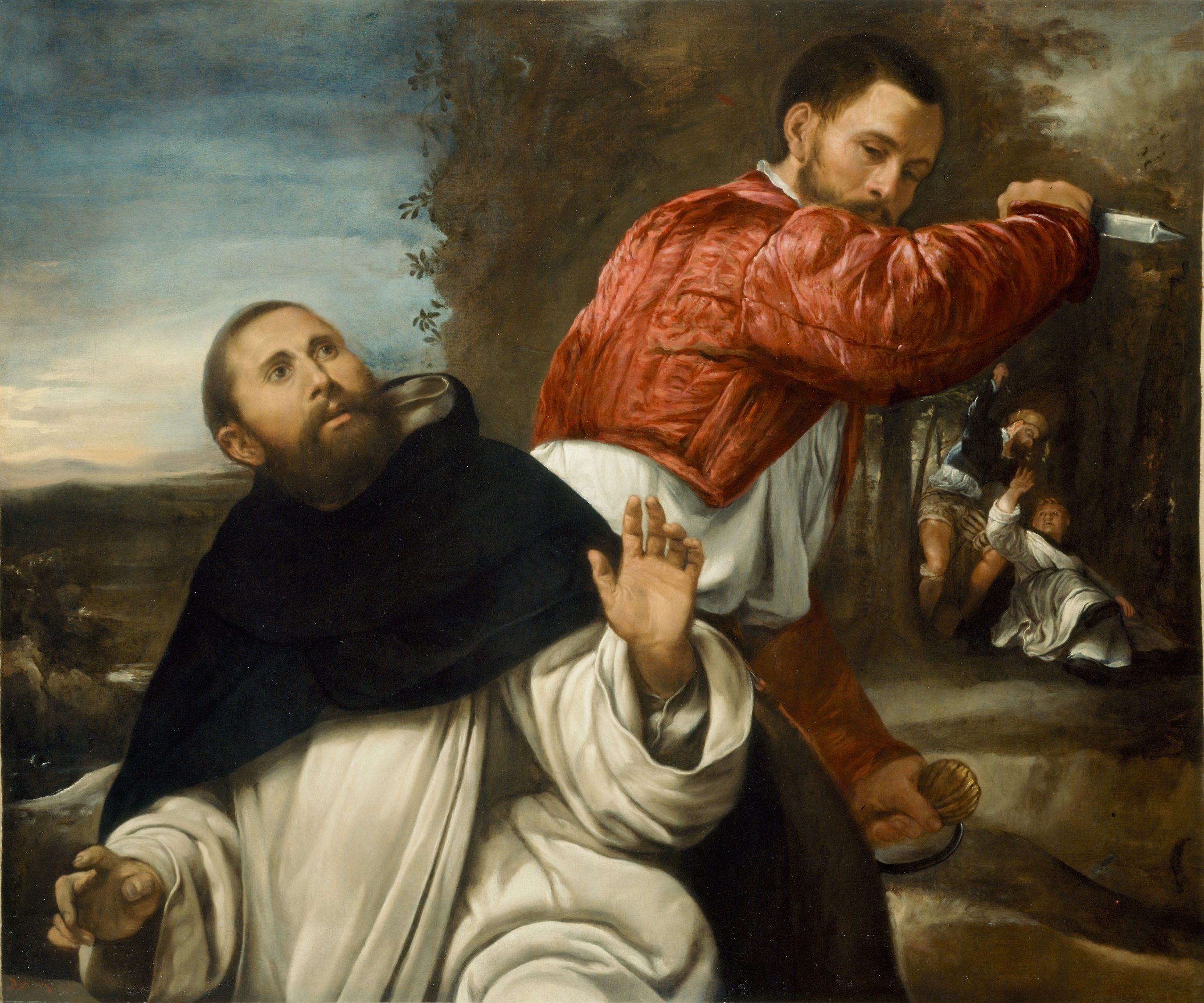
Мученичество Святого Петра Веронского. Между 1530 и 1535. Холст, масло. Чикагский институт искусств, США
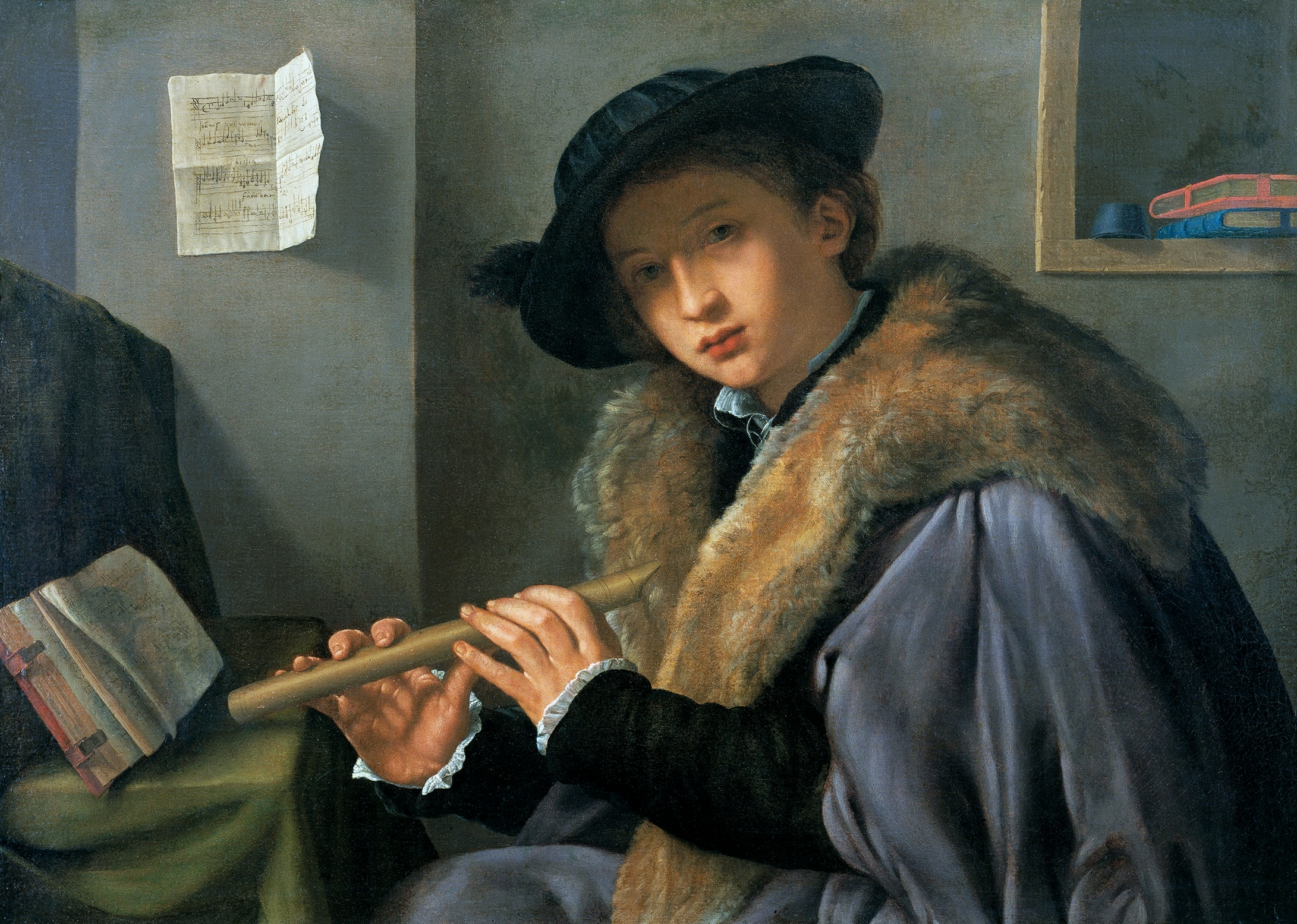
Юноша с флейтой. Ок. 1525. Холст, масло. Пинакотека Тозио Мартиненго, Брешиа